# Țapapie
Prin țapapie (în engleză foot-rope of a yard), la un velier, se înțelege o parâmă, de regulă metalică, întinsă sub vergă la o anumită distanță și pe toată lungimea acesteia, susținută din loc în loc de zugrumători, pe care calcă marinarii ocupați cu invergarea, desvergarea, întinderea, strângerea sau terțarolarea velelor. Face parte din categoria manevrelor fixe.